# Bonnetia rubicunda
Bonnetia rubicunda är en tvåhjärtbladig växtart som först beskrevs av Sartre, och fick sitt nu gällande namn av A. L. Weitzman och P. F Stevens. Bonnetia rubicunda ingår i släktet Bonnetia och familjen Bonnetiaceae. Inga underarter finns listade i Catalogue of Life.